# Euproctis chrysoparypha
Euproctis chrysoparypha is een donsvlinder uit de familie van de spinneruilen (Erebidae). De wetenschappelijke naam van de soort is voor het eerst geldig gepubliceerd in 1933 door Collenette.